# La Roche-Posay
La Roche-Posay è un comune francese di 1 609 abitanti situato nel dipartimento della Vienne nella regione della Nuova Aquitania.

## Storia

### Simboli
Lo stemma si rifà al blasone della famiglia Chasteigner de La Roche-Posay.

## Società

### Evoluzione demografica
Abitanti censiti

## Amministrazione

### Gemellaggi
- Missaglia